# Manuel Olivares
Manuel Olivares Lapeña (2 de abril de 1909 - 12 de fevereiro de 1975) foi um futebolista e técnico de futebol espanhol .

## Biografia

### Jogador
Iniciou sua carreira de Atacante jogando pelo Avión de San Sebastián. Mais tarde, em 1928, foi contratado pelo Deportivo Alavés, participando da estréia do time na primeira divisão espanhola - em 7 de dezembro de 1930, quando marcou os dois gols de sua equipe no empate contra o Real Sociedad - e tornando-se, por algum tempo, o goleador da temporada . 
Em 1931 passou a atuar pelo Real Madrid, equipe em que jogou por três temporadas e marcou um total de 33 gols. Neste período, o time conquistou dois Campeonatos Espanhóis e duas Copas do Rei . Na temporada 1932-1933, Olivares sagrou-se como o goleador da competição com 16 gols e conquistando o Troféu Pichichi . Na temporada 1934-1935, foi contratado pelo Real Sociedad.
Em 1939, após passar um período como técnico do Zaragoza, decidiu voltar a jogar. A partir de então, disputou a Primeira Divisão Espanhola, pelo Zaragoza e pelo Hércules, e a Segunda Divisão pelo Club Deportivo Málaga - nos dois últimos, como "técnico-jogador".
Encerrou sua carreira em 1943, jogando pelo Algeciras, que havia subido para a Terceira Divisão Espanhola.

### Seleção espanhola
Olivares foi um dos jogadores da Seleção Espanhola de 1930, atuando em apenas um jogo - em que a Checoslováquia venceu a Espanha por 2 a 0 -, em 14 de junho daquele ano .

### Técnico
Treinou o Real Zaragoza na temporada 1935-1936, quando o time classificou-se como vice campeão da Segunda Divisão Espanhola e conquistou o acesso à Primeira Divisão. Em 1936, com o início da Guerra Civil Espanhola, o Campeonato foi suspenso.
Na temporada 1946-1947, voltou a treinar o Real Zaragoza, que foi rebaixado para a Terceira Divisão, o que provocou sua demissão.
Entre 1950-1951, foi o primeiro técnico a comandar o time do Calvo Sotelo de Puertollano na Terceira Divisão. Olivares ainda teria rápidas passagens pelo Betis e pelo Orihuela, antes de encerrar sua carreira de técnico, ao término na temporada 1953-1954.

## Campeonatos
| Clube                          | País        | Ano     |      |
| ------------------------------ | ----------- | ------- | ---- |
| Campeonato Espanhol de Futebol | Real Madrid | Espanha | 1932 |
| Campeonato Espanhol de Futebol | Real Madrid | Espanha | 1934 |
| Copa da Espanha                | Real Madrid | Espanha | 1934 |

## Prêmios individuais
- Troféu Pichichi - Goleador da temporada 1932-1933, com 16 gols, atuando pelo Real Madrid.

## Nota
- Este artigo foi inicialmente traduzido, total ou parcialmente, do artigo da Wikipédia em castelhano cujo título é «Manuel Olivares», especificamente desta versão.